# Черниговский завод запасных автомобильных частей
«Черниговский завод запасных автомобильных частей» — бывшее предприятие машиностроения на Украине, занятое в автомобильной промышленности, расположенное на территории Деснянского района Чернигова. Градообразующее предприятие города Чернигова 20 века. В 1995—2011 годы — «Черниговавтодеталь». Затем три предприятия корпорации «Эталон»: с 2003 года — «Черниговский автозавод», с 2005 года — «Украинский кардан», с 2005 года — «Черниговский кузнечный завод».

## История
В 1967 году разработано и утверждено проектное задание на строительство нового завода. В 1969 году, во время строительства, завод вошёл в состав Горковского автообъединения, как филиал. Профилем нового завода был определён выпуск передних осей и задних мостов к автомобилям марки «ГАЗ». В 1970-е годы был построен новый район для работников нового предприятия.
В 1973 году завод был введён в эксплуатацию, в частности начал работу кузнечный цех. В течение двух следующих лет был освоен выпуск передних осей и задних мостов в комплекте для автомобилей ГАЗ-51, ГА3-52, ГАЗ-63 и других запасных частей. К 1975 году было завершено строительство основных объектов завода. С 1985 года на заводе началось техническое перевооружение и реконструкция производства. Было прекращено производство передних осей и задних мостов, освоен выпуск карданных валов, которые с января 1986 года завод поставлял на главный конвейер Горьковского автозавода. В 1987 году началось строительство второго механизмосборочного корпуса площадью 20 тыс. м². В то же время велась подготовка к собственному станкостроению. В 1987 году начат выпуск обрабатывающих центров, кроме того предполагался выпуск сложных шлифовальных станков, конвейеров и другого нестандартного оборудования. Была построена собственная теплоцентраль.
На заводе существовал учебно-производственный участок, где ученики подшефных школ приобретают рабочие специальности. В 1985 году открыт заводской клуб «Юный техник», в кружках которого обучались около 700 человек. В 1987 году был открыт заводской санаторий-профилакторий, развивалось вспомогательное хозяйство.
В 1995 году на площадях завода создано другое предприятие «Черниговавтодеталь».